# Mixophyes
Genre
Mixophyes est un genre d'amphibiens de la famille des Myobatrachidae.

## Répartition
Les 8 espèces de ce genre se rencontrent dans l'est de l'Australie et dans le sud de la Nouvelle-Guinée.

## Taxinomie
Ce genre des Myobatrachidae depuis Frost, 2006 était classé avant dans les Limnodynastidae.

## Liste des espèces
Selon Amphibian Species of the World (11 juin 2017) :
- Mixophyes balbus Straughan, 1968
- Mixophyes carbinensis Mahony, Donnellan, Richards & McDonald, 2006
- Mixophyes coggeri Mahony, Donnellan, Richards & McDonald, 2006
- Mixophyes fasciolatus Günther, 1864
- Mixophyes fleayi Corben & Ingram, 1987
- Mixophyes hihihorlo Donnellan, Mahony & Davies, 1990
- Mixophyes iteratus Straughan, 1968
- Mixophyes schevilli Loveridge, 1933

## Publication originale
- Günther, 1864 : Third contribution to our knowledge of batrachians from Australia. Proceedings of the Zoological Society of London, vol. 1864, p. 46–49 (texte intégral).